# 2002-es FIM-motokrossz-világbajnokság
A 2002-es motokrossz-világbajnokság volt a 46. motokrossz világbajnoki szezon. Március 24-én kezdődött és szeptember 15-én lett vége. 125 cc-ben az egyéni bajnok Mickael Maschio, a csapat világbajnok pedig a KTM. 250 cc-ben az egyéni bajnok Mickael Pichon, a csapat világbajnok pedig a Suzuki. 500 cc-ben az egyéni bajnok Stefan Everts, a csapat világbajnok pedig a Yamaha.

## Motokrossz nagydíj
| Futam | Dátum          | Motokrossz nagydíj         | Helyszín             | 125 cc győztes   | 250 cc győztes    | 500 cc győztes     | Riport |
| ----- | -------------- | -------------------------- | -------------------- | ---------------- | ----------------- | ------------------ | ------ |
| 1     | Március 24.    | Motokrossz holland nagydíj | Valkenswaard         | Steve Ramon      | Mickael Pichon    | Joël Smets         | Riport |
| 2     | Április 14.    | Motokrossz spanyol nagydíj | Bellpuig             | Mickael Maschio  | Mickael Pichon    | Joël Smets         | Riport |
| 3     | Április 28.    | Motokrossz német nagydíj   | Teutschenthal        | Patrick Caps     | Kenneth Gundersen | Stefan Everts      | Riport |
| 4     | Május 12.      | Motokrossz francia nagydíj | St Jean d' Angely    | Steve Ramon      | Mickael Pichon    | Stefan Everts      | Riport |
| 5     | Május 26.      | Motokrossz olasz nagydíj   | Castiglione del Lago | Mickael Maschio  | Mickael Pichon    | Yves Demaria       | Riport |
| 6     | Június 9.      | Motokrossz osztrák nagydíj | Kärntenring          | James Dobb       | Mickael Pichon    | Stefan Everts      | Riport |
| 7     | Június 23.     | Motokrossz bolgár nagydíj  | Sevlievo             | Alessandro Puzar | Mickael Pichon    | Joël Smets         | Riport |
| 8     | Július 7.      | Motokrossz svéd nagydíj    | Uddevalla            | Ben Townley      | Mickael Pichon    | Stefan Everts      | Riport |
| 9     | Augusztus 4.   | Motokrossz belga nagydíj   | Genk                 | Patrick Caps     | Mickael Pichon    | Joël Smets         | Riport |
| 10    | Augusztus 18.  | Motokrossz német nagydíj   | Gaildorf             | Mickael Maschio  | Mickael Pichon    | Joël Smets         | Riport |
| 11    | Szeptember 1.  | Motokrossz cseh nagydíj    | Loket                | Mickael Maschio  | Mickael Pichon    | Joël Smets         | Riport |
| 12    | Szeptember 15. | Motokrossz orosz nagydíj   | Moszkva              | Steve Ramon      | Mickael Pichon    | Javier Garcia Vico | Riport |

## Lásd még
- Motokrossz
- Motokrossz-versenyzők listája
- Motokrossz-világbajnok versenyzők listája